# Farmàcia Anselm Clavé, 35
L'antiga Farmàcia del carrer Anselm Clavé, 35 (Valls) era una obra noucentista inclosa a l'Inventari del Patrimoni Arquitectònic de Catalunya.

## Descripció
Es tractava d'un edifici de planta baixa únicament i rectangular.
Fa cantonada amb el carrer de l'Avenir, en la qual tenia molta més longitud. En aquesta façana hi havia cinc obertures, quatre d'elles amb amplada gairebé d'un metre i força alta, amb llindes corbes i una petita cornisa; l'obertura central corresponia a una finestra amb la llinda alineada amb els altres quatre. La fatxada es rematava amb un mur que corresponia a la coberta plana, disposant al bell mig un perfil de línia mixta.llinda
La porta d'accés a la farmàcia pel carrer Anselm Clavé tenia uns muntants i llinda corba fet amb obra vista, que es el que permet classificar-lo d'estil modernista. Per damunt d'aquesta porta, a l'altura de la coberta hi havia cornisa corba i també es repetia el mateix perfil de l'altre façana.